# لوئیس پاچکو
لوئیس پاچکو (انگلیسی: Luso؛ زادهٔ ۴ دسامبر ۱۹۸۴) بازیکن فوتبال اهل اسپانیا است که در سی دی لا آلمونیا عمدتا در پست هافبک دفاعی بازی می‌کند.
او در مجموع ۲۲۴ بازی و ۱۴ گل در لیگ سگوندا دیویسیون برای تیم‌های ژیرونا، کوردوبا، اوئسکا و رایو ماجاداهوندا به ثمر رساند.